# Dangerous Years
Dangerous Years ist ein US-amerikanisches Filmdrama aus dem Jahr 1947 über Jugendliche, die auf die schiefe Bahn geraten. Regie führte Arthur Pierson, die Hauptrollen spielen Billy Halop und Ann E. Todd.

## Handlung
Der Geschichtslehrer Jeff Carter hat die Kriminalität in der Stadt mit einem Jugendclub eingedämmt. Als ein neuer Musikschuppen namens Gopher Hole aufmacht, befürchten die Bewohner der Stadt, die Spelunke könnte einen negativen Einfluss auf ihre Söhne und Töchter ausüben. Jeff Carter beschließt, sich den Club selbst anzusehen. Eines Tages ertappt er die Jugendlichen Doris, Willy und Leo dabei, wie sie sich von dem jungen Ganoven Danny dazu anstiften lassen, eine Lagerhalle auszurauben. Als Jeff den Einbruch verhindern will, wird er von Danny getötet. Die Bande kann fliehen, wird jedoch kurze Zeit später von der Polizei gestellt. Danny, der als Einziger der Gruppe nicht mehr minderjährig ist, wird vor Gericht gestellt und zu einer lebenslangen Freiheitsstrafe verurteilt.